# María Urquhart
María Elizabeth Urquhart Pérez (Trinidad, Flores, 12 de septiembre de 1952) es una ingeniera de sistemas en computación uruguaya. Desde 2013  y hasta 2016 fue decana interina de la Facultad de Información y Comunicación (FIC) de la Universidad de la República.

## Biografía
Es Ingeniera de Sistemas en Computación por reválida de la Universidad de la República (UdelaR), obtenida en 1988. Cursó la carrera de Matemática, perfil Computación (Matematiker linje Datalogi Gren), en la Universidad de Estocolmo de donde egresó con el título de Maestría en Ciencias en Matemáticas en 1986 con el trabajo "Propiedades de los multiplexores estadísticos en una red de comunicaciones ISDN".
Formó parte de la Comisión para el desarrollo del Espacio de la Información y la Comunicación (COMDIC) que sesionó desde su creación en 2008 hasta la primera sesión del Consejo de la Facultad de Información y Comunicación (FIC) de la Universidad de la República. Desde el año 2013 es Decana interina de la FIC. Es también Profesora Titular grado 5 del Instituto de Computación (INCO) de la Facultad de Ingeniería desde el año 2001. Además es Investigadora Nivel II de la Agencia Nacional de Investigación e Innovación (ANII) del Uruguay, nivel que alcanzan unos 26 investigadores dentro del área Ingeniería y Tecnología. Además es también Investigadora grado 4 del Programa de Desarrollo de las Ciencias Básicas (PEDECIBA) Informática desde el año 2003.
Urquhart cuenta con una amplia producción en el área de Investigación de Operaciones con más de 20 artículos publicados en revistas científicas. Particularmente ha contribuido en el diseño de herramientas de software para el apoyo a procesos de toma de decisiones, con énfasis en el modelado, desarrollo y propuesta de algoritmos de optimización combinatoria (Metaheurísticas) y de simulación (Montecarlo y Eventos Discretos). En la actualidad trabaja en problemas de redes de transporte colectivo urbano y suburbano, área en la que ha realizado diversos aportes. Ha presentado alrededor de 50 trabajos en eventos científicos y realizado más de 15 disertaciones en eventos nacionales e internacionales, en países como Brasil, Argentina y Estados Unidos.
En su rol docente ha contribuido de gran manera a la formación de recursos humanos orientando y dirigiendo más de 40 trabajos entre tesis de maestría, doctorado y trabajos o monografías de grado.
En 1999 patentó la herramienta HEIDI (herramienta inteligente de diseño). Esta herramienta provee un editor de redes y un conjunto de operaciones que permiten calcular distintas características de la red, así como buscar topologías alternativas con vistas a mejorar la confiabilidad.

## Patente o registro
- 1999, Software: HEIDI. Herramienta inteligente de diseño.[2]
- 1998, Software: Inforut. Sistema informático de apoyo a la planificación de recorridos de cisternas recolectoras de leche.

## Publicaciones
- Cancela, H., Mauttone, A., & Urquhart, M. E. (2015). Mathematical programming formulations for transit network design. Transportation Research Part B: Methodological, 77, 17-37.
- Martínez, H., Mauttone, A., & Urquhart, M. E. (2014). Frequency optimization in public transportation systems: Formulation and metaheuristic approach.European Journal of Operational Research, 236(1), 27-36.
- Mauttone, A., & Urquhart, M. E. (2009). A route set construction algorithm for the transit network design problem. Computers & Operations Research, 36(8), 2440-2449.
- Mauttone, A., & Urquhart, M. E. (2009). A multi-objective metaheuristic approach for the transit network design problem. Public Transport, 1(4), 253-273.
- Cancela, H., Rubino, G., & Urquhart, M. E. (2002). An algorithm to compute the all-terminal reliability measure. OPSEARCH-NEW DELHI-, 38(6/1), 567-579.
- Cancela, H., & Urquhart, M. E. (2002). Adapting RVR simulation techniques for residual connectedness network reliability models. IEEE Transactions on Computers, 51(4), 439-443.
- Tansini, L., Urquhart, M. E., & Viera, O. (2001). Comparing assignment algorithms for the Multi-Depot VRP. Reportes Técnicos 01-08.